# Travsport i Frankrike

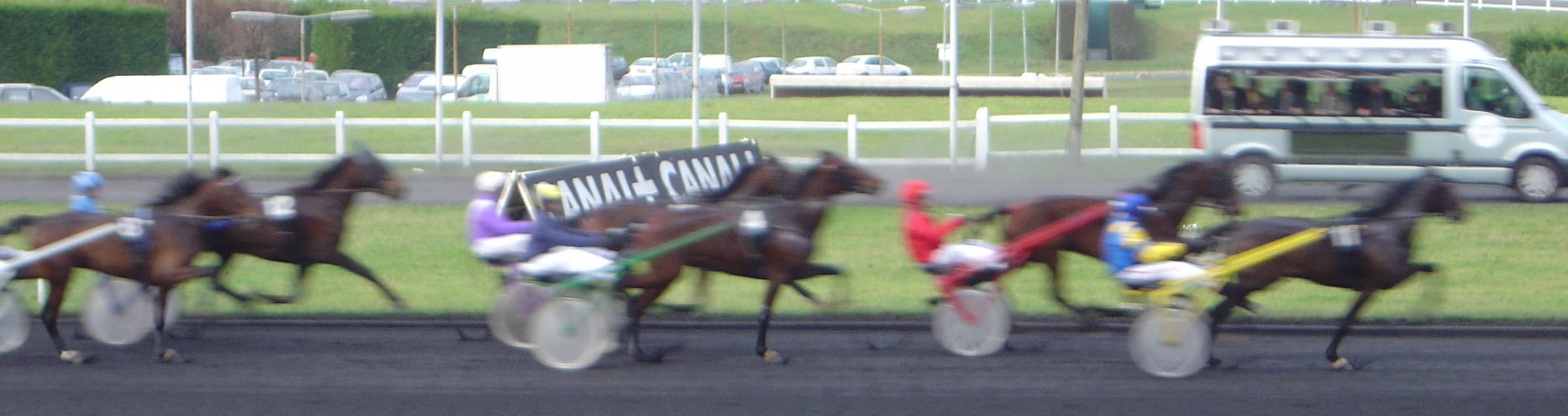
Travlopp som körs på Frankrikes huvudbana Vincennes.

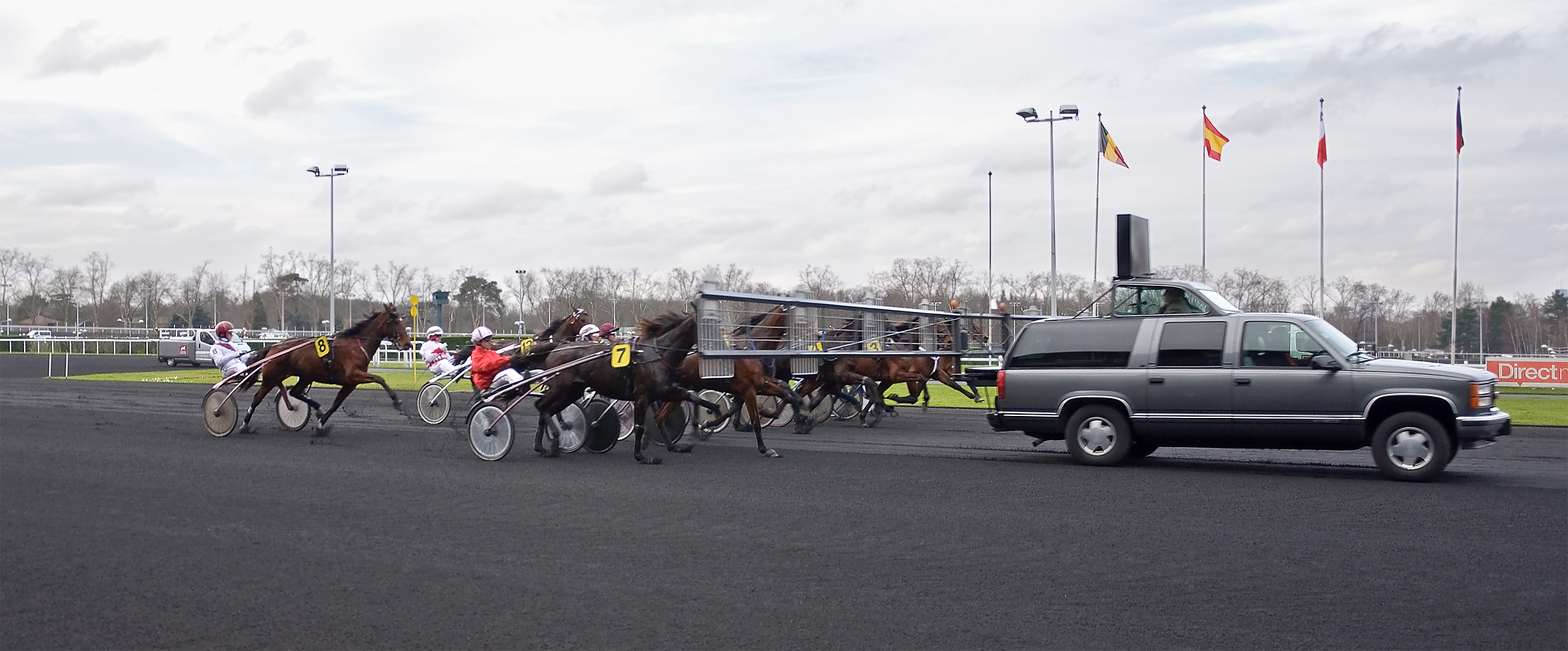
Lopp som startas med autostart.

Travsport är i Frankrike en stor sport med några av de största tävlingarna inom internationellt trav. På Vincennesbanan i Paris körs årligen Prix d'Amérique, ofta ansett som världens största travlopp. Bland andra viktigare travbanor i landet finns de i Enghien-Soisy, Argentan och Côte d'Azur. I Frankrike körs trav både med sulky och med ryttare (så kallad monté).
I Frankrike används det europeiska klassificeringssystemet där man delar in prestigefyllda storlopp med hög prissumma i tre grupper. Internationellt används två grupper, men i Frankrike används även en tredje grupp.

## Startmetoder

### Autostart
Då loppen startas med autostart (bilstart) kör hästarna upp bakom en bil som är utrustad med en startvinge för att hålla hästarna på plats. På denna startbilsvinge finns markeringar för var hästarna ska starta. Nummer 1 har placeringen längst in i banan och nummer 9 längst ut. Hästar med nummer 10-18 placeras på en andra linje bakom. Ekipaget med nummer 1 får en kortare rutt, men kan även låsas in av andra konkurrenter, medan nummer 18 har dubbla nackdelar, då denne är längst ut på andra raden.
Bilen körs till en början med låg hastighet, och när alla hästar är i position och trav bakom startvingen, accelererar bilen för att släppa iväg dem och starta loppet.

### Fransk voltstart
Den franska voltstarten skiljer sig markant från den svenska. Ekipagen samlas i en fålla som är ansluten till banan, och principen är att gå vinkelrätt mot banan. När det uppskattas att alla är på plats, vänds ekipagen ett kvarts varv för att köra iväg på banan. Tävlingspersonalen startar en nedräkningsklocka och säkerställer att starten gått rätt till med hjälp av laserstrålar. Om laserstrålen bryts före start blir det omstart. 
Ekipagen har inget direkt startspår på förhand, utan krigar för bästa position i startmomentet. 

## Större lopp

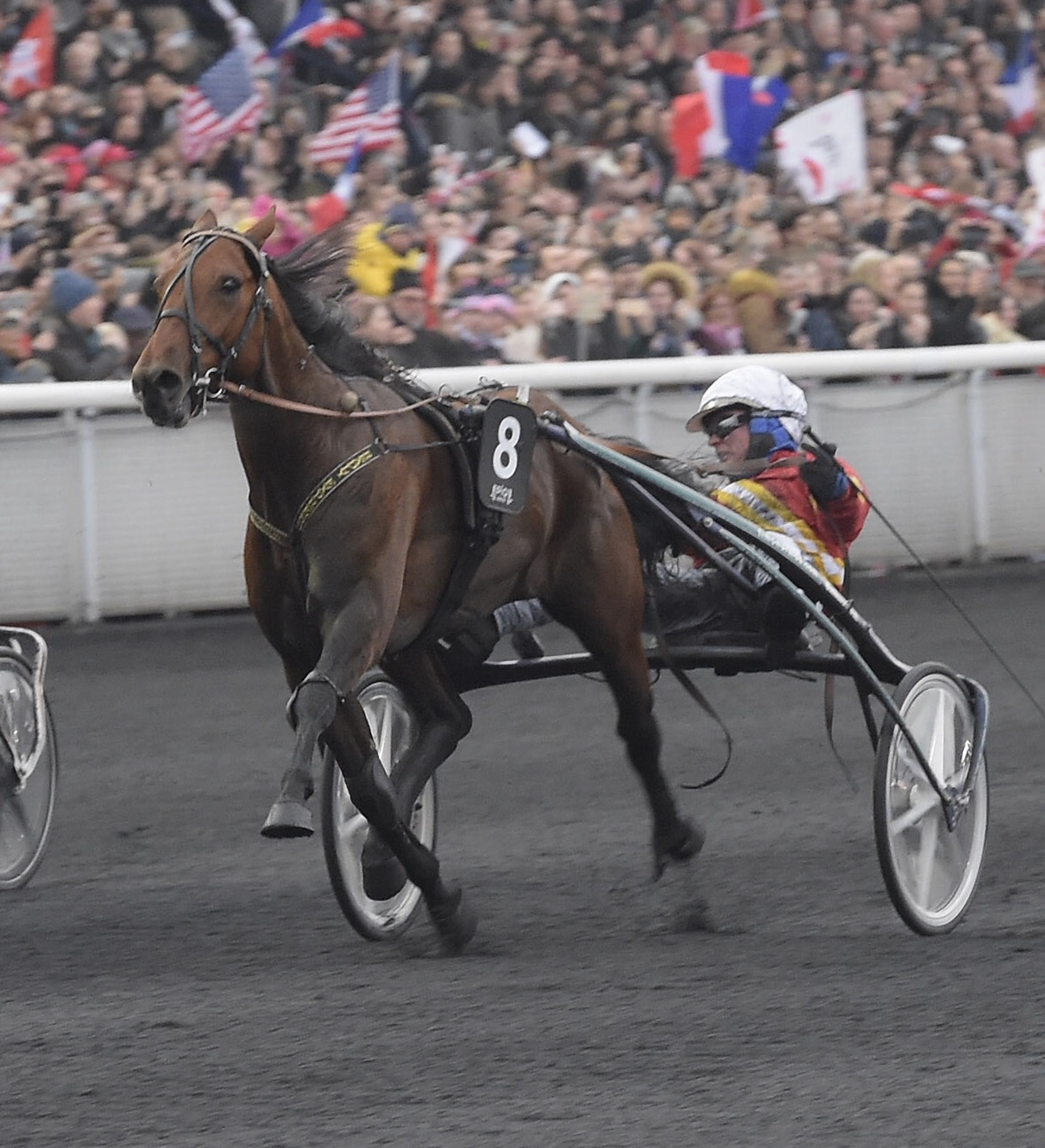
Readly Express och Björn Goop segrar i Prix d'Amérique 2018.

Under året körs ett flertal meetings med lopp i Frankrike. Mest känt är det franska vintermeetinget, som körs i början av november fram till mars varje år. Under meetinget körs bland annat Prix d'Amérique på huvudbanan Vincennes utanför Paris, som ofta klassas som världens största travlopp. Sedan starten har sju svensktränade hästar har lyckats att segra i loppet: Scotch Fez (1950), Dart Hanover (1973), Queen L. (1993), Ina Scot (1995), Gigant Neo (2006), Maharajah (2014) och Readly Express (2018). Björn Goop är den enda svensk som tagit två segrar i loppet (Readly Express, 2018 och Face Time Bourbon 2020).
Under vintermeetingets sista två månader handlar det främst om de tre stora loppen Prix d'Amérique, Prix de France och Prix de Paris, vilka också är de tre lopp som utgör Triple Crown-loppen inom fransk travsport. En häst som segrar i dessa tre lopp under samma vinter får en Triple Crown och bonus på 300 000 euro. Fyra hästar har lyckats med bedriften sedan starten: Bold Eagle (2017), Bellino II (1976), Jamin (1959) och Gelinotte (1957 och 1956).

## Monté
Monté (franska för uppsutten) är en inriktning inom hästsporten där man rider travhästarna istället för att köra dem i sulky. I monté sitter ryttaren direkt på den sadlade hästen samtidigt som den travar. Om hästen börjar galoppera, diskvalificeras ekipaget. I Frankrike utgör montélopp cirka 20-30 procent av alla lopp som körs. 
Världens största montélopp Prix de Cornulier går av stapeln på Vincennesbanan i Paris varje år i januari under det franska vintermeetinget.
Att vinna både Prix de Cornulier och Prix d'Amérique är en prestation som endast två hästar klarat av, Bellino II och Jag de Bellouet.

## Dopning
I mars 2022 gjorde polisen i Italien, Frankrike och Spanien ett tillslag mot 23 personer med anknytning till europeisk trav- och galoppsport. Flertalet olagliga substanser beslagtogs under tillslaget. En liknande insats hade gjorts i början av mars 2020, då FBI gjort tillslag mot flera toppnamn inom den nordamerikanska trav- och galoppsporten.

## Galleri

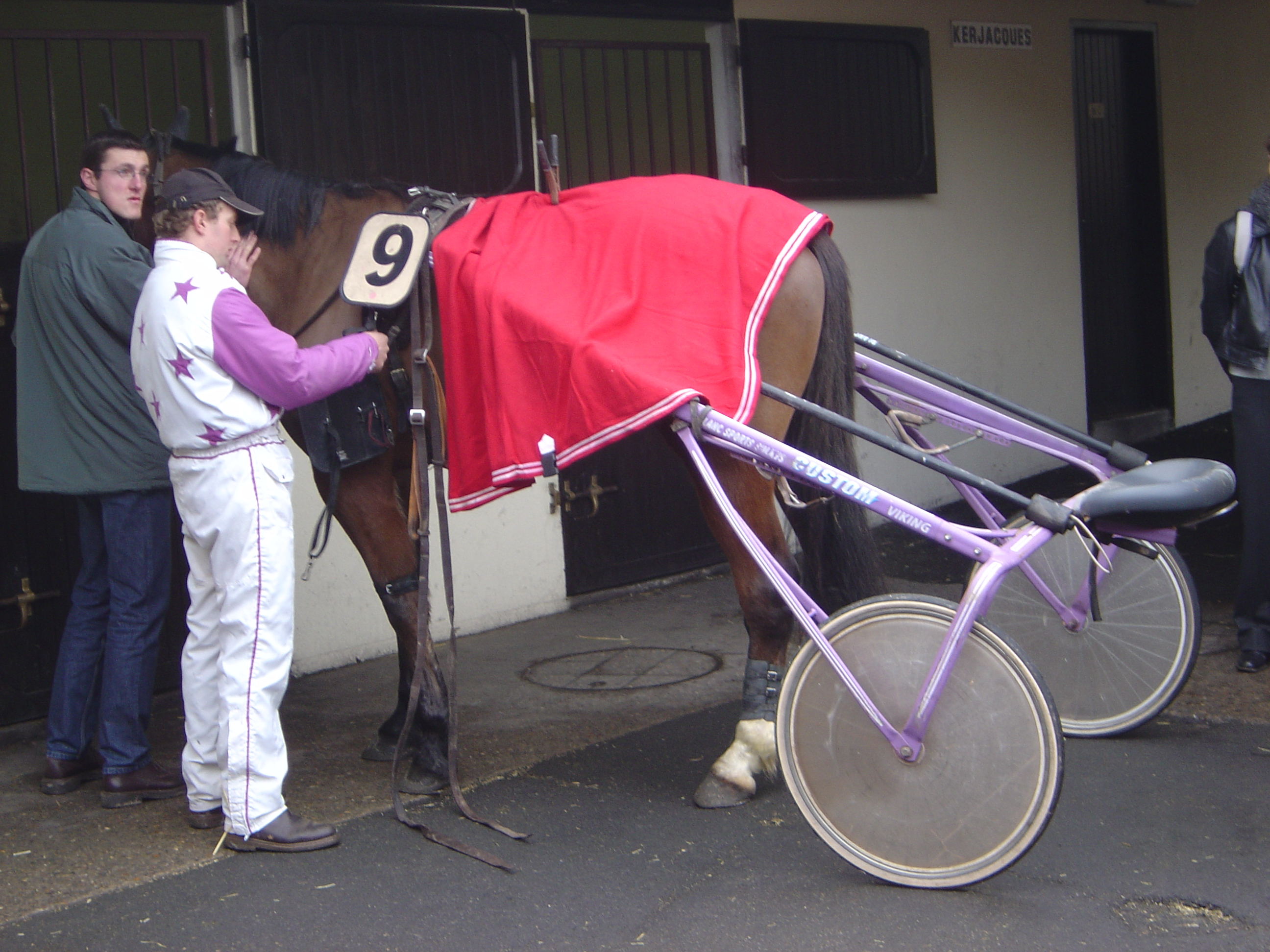
En häst med sulky prepareras inför ett sulkylopp
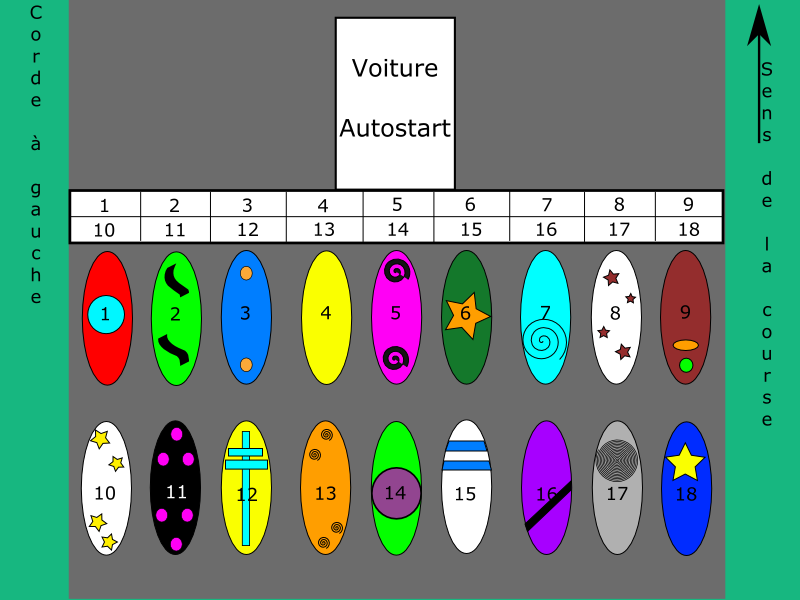
Positioner i fransk autostart
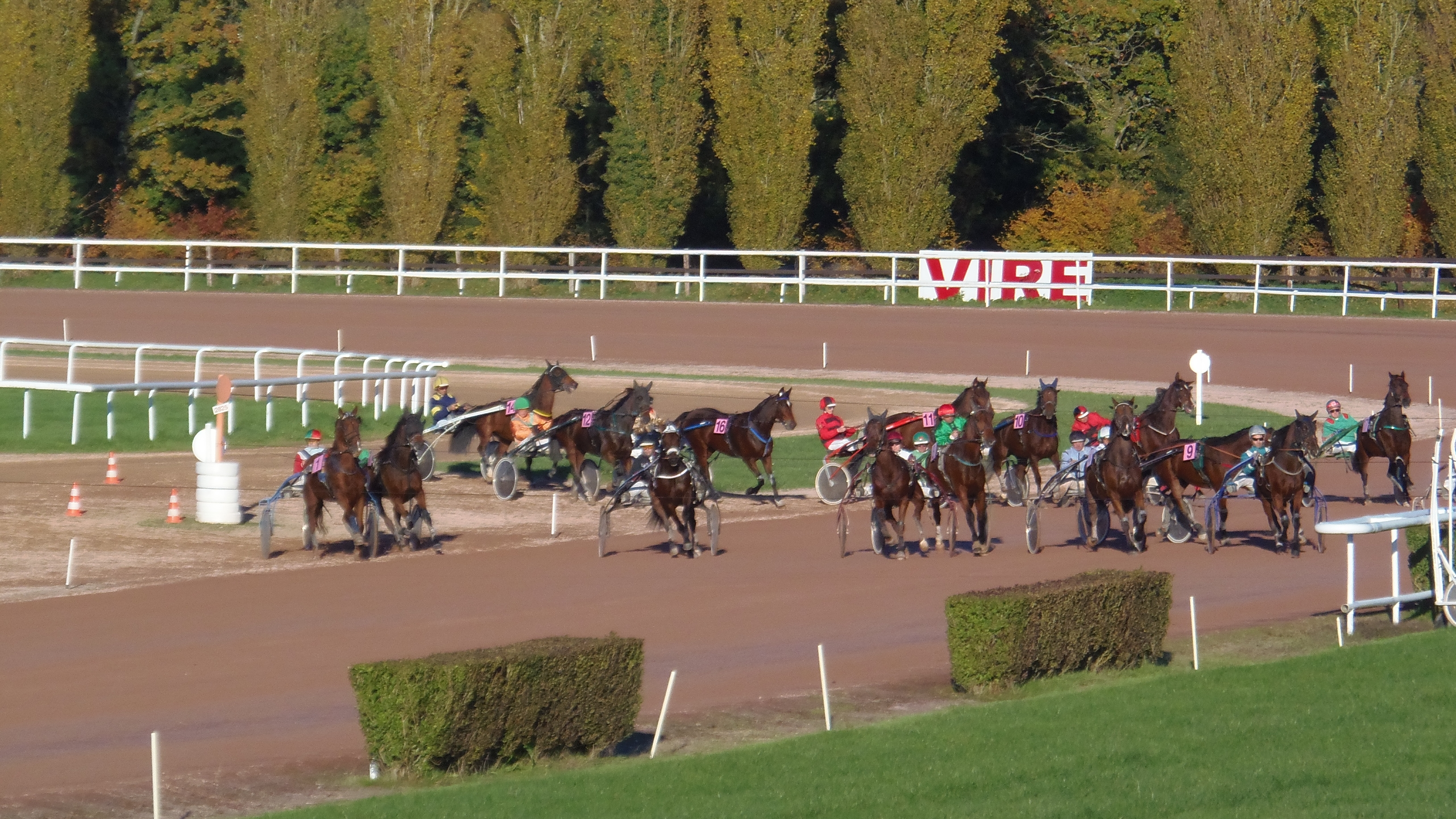
Lopp som startas med fransk voltstart